# Serie 2240 de CP
La serie 2240 de Comboios de Portugal es un conjunto de trenes automotores eléctricos 
que proceden de la renovación de las series 2100, 2150 y 2200, realizada entre los años 2003 y 2005.
El 29 de diciembre de 2000, CP adjudicó un contrato para la reforma de 57 unidades "Silicio" a Alstom Transport, por valor de 117 millones de euros. Los trabajos de desmantelamiento de los equipos originales, saneado de las cajas, revisión de enganches y la instalación de todos los equipos nuevos han sido realizados en los talleres de EMEF en Entroncamento.
La cadena de tracción ha sido totalmente sustituida, con utilización de equipos de tecnología trifásica asíncrona. Los bogies motores son totalmente nuevos. Se han instalado también nuevas puertas de acceso deslizantes de accionamiento eléctrico. Las unidades recibieron un nuevo testero de poliéster.
El remolque cabina del prototipo de la serie fue presentado a CP en septiembre de 2002.
Los primeros servicios que prestaron fueron los trenes regionales Lisboa-Entroncamento, Lisboa-Tomar, y Entroncamento-Coímbra. En junio de 2004, se inició también un servicio Pinhal-Novo-Faro

## Ficha técnica
- Características de explotación
  - Natureza del servicio: Regional e Intercidades
  - Entrada en servicio: 2004-2005
  - Número de unidades: 57 (2241-2297)
  - Velocidad máxima: 120 km/h
  - Tipo de composición: Unidad Triple Eléctrica
  - Potencia: 1281 kW
  - Esfuerzo de tracción: 117 kN
  - Tipo de tracción: Eléctrica
  - Tipo de tensión: 25 kV 50 Hz
  - Transmisión
    - Tipo: Eléctrica asíncrona